# Svoy
Михаил Тарасов, более известный под сценическим псевдонимом Svoy — артист, автор и саунд-продюсер издательства Universal Music Group, артист компании Yamaha Corporation of America, многократный лауреат Independent Music Awards (США) в категориях Best Electronica/Dance Song и Best Electronica/Dance Album, лауреат BMI John Lennon Award (Нью-Йорк, премия вручена лично Йоко Оно), лауреат BMI Pete Carpenter Award (Лос-Анджелес, премия вручена лично Майком Постом), выпускник колледжа Berklee (Бостон), выпускник Академии имени Гнесиных (Москва), ученик Мэри Кальман, Игоря Бриля, Юрия Саульского, Майка Поста.

## Карьера

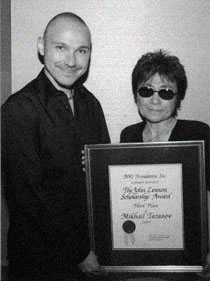
Михаил Тарасов & Йоко Оно в офисе компании BMI, г. Нью-Йорк

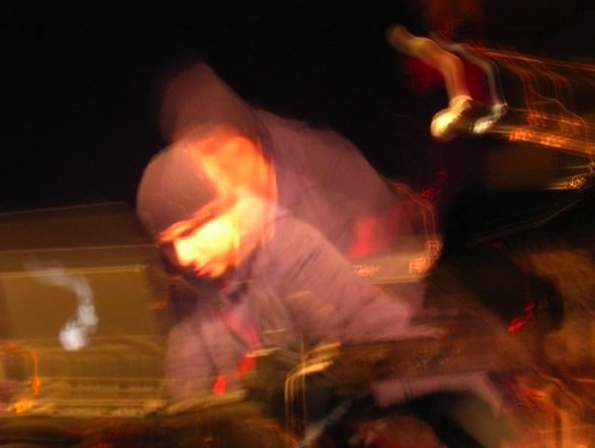
Svoy в клубе CBGB (г. Нью-Йорк, 22.04.06)

Альбомы и песни Тарасова занимают позиции в чартах Billboard (в том числе Hot 100 Airplay и Hot 100 Singles), появляются в эфире MTV, VH1 и выпускаются на таких фирмах звукозаписи как Mack Avenue Records/Sony Music Entertainment (США), Rendezvous Entertainment/Universal Music Group (США) и P-Vine Records Tokyo (Япония). Тарасов сотрудничает с такими артистами как Кенни Гарретт, Мешелл Ндегеочелло, Клаудиа Акунья, Раул Мидон, Адам Леви и Демир Демиркан.

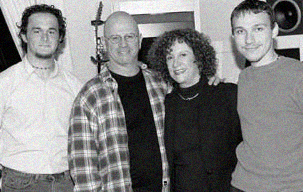
Дэвид ЛаЧанс, Майк Пост, Линда Ливингстон & Михаил Тарасов в студии Mike Post Productions, г. Лос-Анджелес

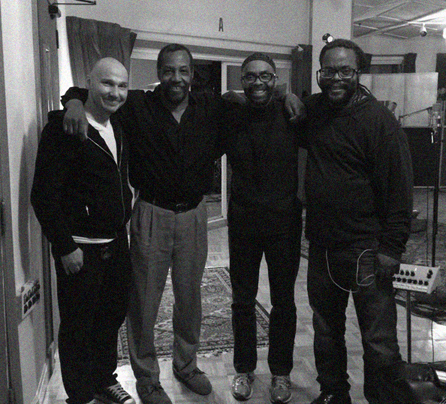
Михаил Тарасов, Дональд Браун, Кенни Гарретт & Вернелл Браун, Мл. в студии Sear Sound Recording, г. Нью-Йорк

В 2008, Тарасов записал песню «Intentions» в дуэте с лидером российской группы Мумий Тролль, Ильёй Лагутенко, и песню «Words in Vain» в дуэте с коллегой, артистом компании Universal Music Group, гитаристом/автором песен Норы Джонс, Адамом Леви. Песни вошли в альбом Automatons, выпущенный в августе 2009 года на лейбле P-Vine Records. Альбом позже занял позиции в нескольких чартах Billboard и победил в трёх номинациях Independent Music Awards в США. В 2019, песня «I'm Breaking», написанная победителем конкурса Евровидение Демиром Демирканом и Тарасовым, выпущена в альбоме Демиркана, Elysium on Ashes.
С ноября 2011 года, по инициативе московского диджея/программного директора Фёдора Фомина, русскоязычный сингл Тарасова, «Навсегда», находится в постоянной ротации на радиостанции RU.FM 94.8. Музыкальные критики Нью-Йорка, Джек Рэбид (Jack Rabid) из The Big Takeover Magazine и Джесси Сейлан (Jesse Seilhan) из TheCelebrityCafe.com, описывают Тарасова как «…Холодный синт-поп соул электро-диско техно мастер-фантаст» и как артиста, который «…Не боится экспериментировать», а лейбл Thistime Records (Токио) в одном из своих пресс релизов называет его «…Электропоп-принц».

## Дискография

### Студийные альбомы
| 2005 | Eclectric                                       | -   |
| 2009 | Automatons                                      | 100 |
| 2010 | Et Al. (unreleased)                             | -   |
| 2011 | Grow Up                                         | -   |
| 2014 | Lovedsolved                                     | -   |
| 2015 | Symphony No. 1: What Happened When I Was Asleep | -   |
| 2016 | Symphony No. 2: Amurdeswa                       | -   |
| 2016 | Symphony No. 3: 321                             | -   |
| 2017 | Beautifulie                                     | -   |
| 2018 | Symphony No. 4: FRea                            | -   |
| 2019 | Symphony No. 5: Tocktick                        | -   |
| 2020 | Won                                             | -   |

### EP
| Year | Album              |
| ---- | ------------------ |
| 2009 | Consequence EP 1.0 |
| 2012 | Solved EP          |
| 2014 | Lovedso EP         |

### Сборники
| Year | Album                              |
| ---- | ---------------------------------- |
| 2012 | Yours, Svoy: The Best of 2005—2012 |

### Синглы
| Year | Single                         | Peak chart positions  | Peak chart positions  | Album                        |
| Year | Single                         | Japan Hot 100 Airplay | Japan Hot 100 Singles | Album                        |
| ---- | ------------------------------ | --------------------- | --------------------- | ---------------------------- |
| 2007 | «Driving Away»                 | —                     | —                     | Eclectric                    |
| 2009 | «Beautiful Thing»              | 69                    | 82                    | Automatons                   |
| 2009 | «I Don’t Love (LIVE Acoustic)» |                       |                       | I Don’t Love (LIVE Acoustic) |
| 2011 | «Never Grow Up»                | —                     | —                     | Grow Up                      |
| 2011 | «Right Here, Right Now»        | —                     | —                     | Grow Up                      |
| 2012 | «Навсегда»                     | —                     | —                     | Навсегда                     |

### Сотрудничество
| Year | Artist         | Album                      | Credit                                                              |
| ---- | -------------- | -------------------------- | ------------------------------------------------------------------- |
| 2012 | Kenny Garrett  | Seeds from the Underground | vocals                                                              |
| 2013 | Kenny Garrett  | Pushing the World Away     | string arrangement                                                  |
| TBA  | Claudia Acuña  | Futuro                     | co-production with Meshell Ndegeocello, keyboard & drum programming |
| 2019 | Demir Demirkan | Elysium on Ashes           | co-write of the song "I'm Breaking"                                 |

### Награды и номинации
| Year | Result    | Award                                                  | Category                                   | Work                              |
| ---- | --------- | ------------------------------------------------------ | ------------------------------------------ | --------------------------------- |
| 1998 | Победа    | Jazz Improvizacija (Vilnius)                           | Solo Piano Competition                     | solo piano performance            |
| 1999 | Победа    | Хрустальный камертон (Москва)                          | Всероссийский конкурс молодых композиторов | диплом за авторскую композицию    |
| 1999 | Победа    | Специальный приз от Союза композиторов России (Москва) | Композиция                                 | приз за авторскую композицию      |
| 2002 | Победа    | BMI Pete Carpenter Award (Los Angeles)                 | Film/TV Music                              | original instrumental composition |
| 2003 | Победа    | Berklee Performance Award (Бостон)                     | Jazz Piano                                 | jazz piano performance            |
| 2004 | Победа    | BMI John Lennon Award (New York)                       | Songwriting                                | original song                     |
| 2011 | Номинация | Independent Music Awards (USA)                         | Best Electronica/Dance Album               | Automatons                        |
| 2011 | Победа    | Independent Music Awards (USA)                         | Best Electronica/Dance Song                | Automatons                        |
| 2011 | Победа    | Independent Music Awards Vox Populi (USA)              | Best Electronica/Dance Album               | Automatons                        |
| 2011 | Победа    | Independent Music Awards Vox Populi (USA)              | Best Electronica/Dance Song                | Automatons                        |